# Engelse wals

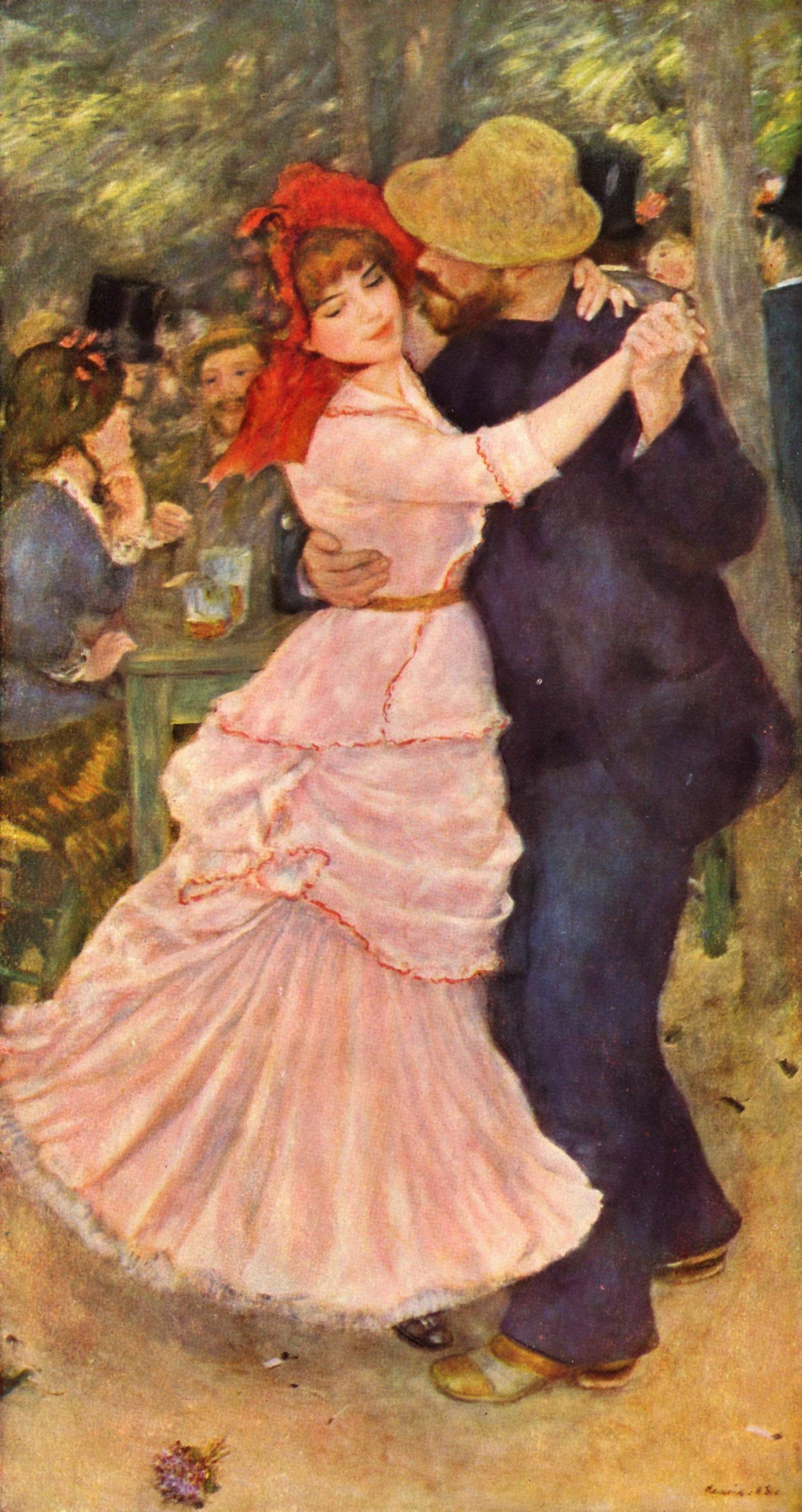
Een walsend paar met Suzanne Valadon
(1882/1883), Auguste Renoir, Museum of Fine Arts

De Engelse wals is een stijldans die in 1921 is ontstaan. De voorloper van de Engelse wals is de Boston, die reeds in 1874 vanuit de Verenigde Staten werd ingevoerd. Rond 1926 kreeg de dans pas de vorm zoals wij die nu kennen. Het woord wals betekent letterlijk draaien.
De muziek waarop een Engelse wals wordt gedanst heeft een driekwartsmaat en standaard tussen de 28 en 31 maten per minuut (uitzonderlijk zelfs trager tot 20 maten per minuut maar dan zeer moeilijk te dansen). Kenmerkend bij het dansen is het romantische en langzame karakter en het rijzen op tel twee tot een "hoogtepunt" op tel drie waarop alweer de daling ingezet wordt om op tel één laag en ver te kunnen gaan, waardoor de dans een 'golvend' element krijgt.De passen van deze dans zijn heel zwierig en soepel.
Ze lopen in een vloeiende beweging door. Dit wordt bereikt door bij de voorwaartse passen over de hak en de achterwaartse passen over de bal van de voet zo laag mogelijk door de knieën te gaan, afgewisseld met hoge passen over de tenen. De zijwaartse passen (chassées) worden altijd over de tenen (bal van de voet) genomen. De hele dansvloer wordt tijdens de dans benut. De tweede tel, de zijwaartse pas behoort groot te worden gemaakt.

## Basispassen en variaties
De basiscombinaties waaruit de wals is opgebouwd zijn de zogenaamde wisselpassen (left~en right foot closed change) en draaien (natural turn  en reverse turn). Een wisselpas is een pas voorwaarts, een pas zijwaarts en een weinig naar voren en vervolgens de andere voet weer bijsluiten. De naam wisselpas komt voort uit het feit dat men na deze combinatie met de andere voet weer verder danst, met andere woorden gewisseld van voet. De draaien zijn vergelijkbaar met de wisselpas enkel wordt nu een 3/8 draai toegevoegd. Bij de rechtse draai is dit rechtsom en idem bij de linkse draai linksom.
Een basiscombinatie wordt gevormd door 2x rechtse draaibeweging (1x voorwaarts en 1x achterwaarts, de natural turn) vervolgen met de wisselpas met rechts (right foot closed change) 2x linkse draai (1x voorwaarts en 1x achterwaarts, de reverse turn) en vervolgen met de wisselpas met links (left foot closed change).
De basis vorm kent ook een verticale beweging, genoemd het rijzen en dalen. Deze verticale beweging ontstaat uit het swing en sway principe. De danser swingt zijn been zijwaarts waardoor het lichaam een lichte curve heeft op het einde van de beweging. Deze curve, vergelijkbaar met het zogenaamde "hangen in de bocht" zorgt ervoor dat de energie van de beweging opgevangen wordt. De energie van de beweging  wordt deels door de opgaande beweging (rise cq rijzen) als door de curve in het lichaam geabsorbeerd. Dat geeft de karakteristieke pendel een beweging die vergelijkbaar is met de slinger van een klok.
Bekende basisvariaties in de Engelse wals zijn de spinturn, de weave, de whisk en de chasse. Andere voorbeelden zijn: contra check, hesitation, whisk, fallaway.

## Muziek
De volgende voorbeelden zijn geschikt om de Engelse wals op te dansen:
- Andy Williams - May Each Day
- Anne Murray - Could I Have This Dance
- Curtis Stigers - I Wonder Why
- Dana - All Kinds of Everything
- Dolly Parton - Sandy's Song
- Ilse DeLange - If You Had the Heart
- Jim Reeves - Adios Amigo
- Jim Reeves & Patsy Cline - He'll Have to Go
- Norah Jones - Come Away with Me
- Take That - Love Ain't Here Anymore
- The Tumbleweeds - Somewhere Between